# Одогу, Давид
Давид Оюйю Одогу (нем. David Uyoyo Odogu; род. 3 июня 2006, Берлин) — немецкий футболист, защитник клуба «Вольфсбург».

## Клубная карьера
Одогу — воспитанник клуба «Вольфсбург». 30 апреля 2023 года впервые попал в заявку на матч в матче против «Майнца 05», но на поле не вышел. Дебютировал в Бундеслиге 6 апреля 2025 года в матче против берлинского «Униона», в юношеской академии которого занимался до 14 лет.

## Международная карьера
В 2023 году в составе юношеской сборной Германии Одогу выиграл юношеский чемпионат мира в Венгрии. На турнире он сыграл в матчах против команд Шотландии и Польши.
В том же году в составе юношеской сборной Германии Одогу выиграл юношеский чемпионат мира в Индонезии. На турнире он сыграл в матчах против команд Мексики, Новой Зеландии, Венесуэлы, США, Испании, Аргентины и Франции.

## Достижения
Международные
 Германия (до 17)
- Победитель юношеского чемпионата Европы — 2023
- Победитель юношеского чемпионата мира — 2023